# Чемпионат России по футболу среди женщин 2003 (первый дивизион)
Первый дивизион по футболу среди женских команд 2003 — 12-й футбольный турнир Первого дивизиона — второго по силе дивизиона в системе женских футбольных лиг России. Победителем Первого дивизиона в первый раз стал клуб Надежда (Красноармейск) (впоследствии — «Россиянка»).

## Участники
Сводная статистика участников
учтены матчи завершённых сезонов
без учёта мячей забитых в сериях послематчевых пенальти
с учётом технических результатов

| команда      | команда         | сезоны | сезоны          | Результаты выступлений | Результаты выступлений | Результаты выступлений | Результаты выступлений | Результаты выступлений | Результаты выступлений | Результаты выступлений | Результат в сезоне 2002    | Примечания                                      |
| наименование | город           | #      | года            | И                      | В                      | Н                      | П                      | ЗМ                     | ПМ                     | РМ                     | Результат в сезоне 2002    | Примечания                                      |
| ------------ | --------------- | ------ | --------------- | ---------------------- | ---------------------- | ---------------------- | ---------------------- | ---------------------- | ---------------------- | ---------------------- | -------------------------- | ----------------------------------------------- |
| Виктория     | Белгород        | 4      | 1997—1999, 2002 | 46                     | 9                      | 1                      | 36                     | 37                     | 145                    | -108                   | Первый дивизион, 4-е место |                                                 |
| Катюша       | Москва          | 3      | 1997—1999       | 40                     | 14                     | 2                      | 24                     | 60                     | 124                    | -64                    | —                          | Катюша-Москва (1997) Катюша-Спартак (1998—1999) |
| Есения-СФАТ  | Рыбное          | 3      | 2000—2002       | 36                     | 3                      | 1                      | 20                     | 21                     | 158                    | -137                   | Первый дивизион, 5-е место | Есения (2000—2001)                              |
| Балтия       | Калининград     | 2      | 2001—2002       | 24                     | 0                      | 1                      | 11                     | 8                      | 72                     | -64                    | Первый дивизион, 6-е место |                                                 |
| Ника         | Нижний Новгород | 1      | 2002            | 12                     | 7                      | 0                      | 5                      | 23                     | 16                     | +7                     | Первый дивизион, 3-е место |                                                 |
| Приалит      | Реутов          | 1      | 2002            | 12                     | 5                      | 3                      | 4                      | 17                     | 15                     | +2                     | Первый дивизион, 2-е место |                                                 |
| Жемчужина    | Ижевск          | 1      | 2002            | 12                     | —                      | —                      | —                      | —                      | —                      | —                      | Первый дивизион, 8-е место |                                                 |
| Надежда      | Красноармейск   | —      | —               | —                      | —                      | —                      | —                      | —                      | —                      | —                      | —                          | дебютант                                        |
| Нева         | Санкт-Петербург | —      | —               | —                      | —                      | —                      | —                      | —                      | —                      | —                      | —                          | дебютант                                        |

Клуб Первого дивизиона 2002 «Сибирячка-Энергия» прекратил существование в межсезонье.

## Турнирная таблица

### Предварительный этап

#### зона Запад
| Поз | Команда                 | И | В | Н | П | МЗ | МП | РМ  | О  | Квалификация или выбывание |
| --- | ----------------------- | - | - | - | - | -- | -- | --- | -- | -------------------------- |
| 1   | Надежда (Красноармейск) | 8 | 5 | 2 | 1 | 14 | 5  | +9  | 17 | Выход в финальный этап     |
| 2   | Виктория (Белгород)     | 8 | 5 | 1 | 2 | 23 | 4  | +19 | 16 | Выход в финальный этап     |
| 3   | Нева (Санкт-Петербург)  | 8 | 4 | 1 | 3 | 15 | 9  | +6  | 13 | Выход в финальный этап     |
| 4   | Балтия (Калининград)    | 8 | 4 | 0 | 4 | 15 | 13 | +2  | 12 |                            |
| 5   | Катюша (Москва)         | 8 | 0 | 0 | 8 | 0  | 36 | -36 | 0  | расформирован              |

1. ↑  «Катюша» в связи с финансовыми трудностями прекратила существование в межсезонье

#### зона Восток
| Поз | Команда                | И | В | Н | П | МЗ | МП | РМ  | О  | Квалификация или выбывание |
| --- | ---------------------- | - | - | - | - | -- | -- | --- | -- | -------------------------- |
| 1   | Ника (Нижний Новгород) | 6 | 6 | 0 | 0 | 27 | 5  | +22 | 18 | Выход в финальный этап     |
| 2   | Приалит (Реутов)       | 6 | 3 | 1 | 2 | 11 | 8  | +3  | 10 | Выход в финальный этап     |
| 3   | Есения-СФАТ (Рыбное)   | 6 | 2 | 1 | 3 | 9  | 10 | -1  | 7  | Выход в финальный этап     |
| 4   | Жемчужина (Ижевск)     | 6 | 0 | 0 | 6 | 6  | 30 | -24 | 0  |                            |
| —   | Кемерово               | — | — | — | — | —  | —  | —   | —  | отказ                      |

- Между участниками финала учитывались результаты игр предварительного этапа

### Финальный этап
| Поз | Команда                 | И  | В | Н | П | МЗ | МП | РМ  | О  | Квалификация или выбывание |
| --- | ----------------------- | -- | - | - | - | -- | -- | --- | -- | -------------------------- |
| 1   | Надежда (Красноармейск) | 10 | 7 | 2 | 1 | 15 | 4  | +11 | 23 | Переход в Высший дивизион  |
| 2   | Ника (Нижний Новгород)  | 10 | 7 | 0 | 3 | 20 | 10 | +10 | 21 | Переход в Высший дивизион  |
| 3   | Нева (Санкт-Петербург)  | 10 | 5 | 2 | 3 | 17 | 9  | +8  | 17 |                            |
| 4   | Виктория (Белгород)     | 10 | 4 | 2 | 4 | 19 | 7  | +12 | 14 |                            |
| 5   | Есения-СФАТ (Рыбное)    | 10 | 1 | 3 | 6 | 7  | 20 | -13 | 6  |                            |
| 6   | Приалит (Реутов)        | 10 | 1 | 1 | 8 | 2  | 30 | -28 | 4  |                            |

## Результаты матчей
нет информации о результатах 22 матчей

| Команда                 | НАД | НИК | НЕВ | ВИК | ЕСЕ | ПРИ | БАЛ | ЖЕМ | КАТ |
| ----------------------- | --- | --- | --- | --- | --- | --- | --- | --- | --- |
| Надежда (Красноармейск) |     | —   | ?   | ?   | —   | —   | ?   | —   | ?   |
| Надежда (Красноармейск) | 3:1 | —   | —   | —   | 1:0 | —   | —   | —   |     |
| Ника (Нижний Новгород)  | —   |     | —   | —   | 3:0 | 1:0 | —   | 8:1 | —   |
| Ника (Нижний Новгород)  | 0:1 | 0:1 | —   | 3:0 | 1:0 | —   | —   | —   |     |
| Нева (Санкт-Петербург)  | ?   | —   |     | ?   | —   | —   | ?   | —   | ?   |
| Нева (Санкт-Петербург)  | —   | —   | —   | 5:2 | —   | —   | —   | —   |     |
| Виктория (Белгород)     | ?   | —   | ?   |     | —   | —   | ?   | —   | ?   |
| Виктория (Белгород)     | —   | 0:1 | —   | —   | —   | —   | —   | —   |     |
| Есения-СФАТ (Рыбное)    | —   | 2:3 | —   | —   |     | 0:3 | —   | 1:0 | —   |
| Есения-СФАТ (Рыбное)    | —   | 2:3 | —   | 1:1 | 0:3 | —   | —   | —   |     |
| Приалит (Реутов)        | —   | 1:6 | —   | —   | 0:0 |     | —   | ?   | —   |
| Приалит (Реутов)        | —   | 1:6 | 0:4 | —   | 0:0 | —   | —   | —   |     |
| Балтия (Калининград)    | ?   | —   | ?   | ?   | —   | —   |     | —   | ?   |
| Балтия (Калининград)    | —   | —   | —   | —   | —   | —   | —   | —   |     |
| Жемчужина (Ижевск)      | —   | 1:6 | —   | —   | 1:6 | ?   | —   |     | —   |
| Жемчужина (Ижевск)      | —   | —   | —   | —   | —   | —   | —   | —   |     |
| Катюша (Москва)         | ?   | —   | ?   | ?   | —   | —   | ?   | —   |     |
| Катюша (Москва)         | —   | —   | —   | —   | —   | —   | —   | —   |     |

 Домашняя победа  •  Ничья •  Домашнее поражение